# Alain Messiaen
Pour les articles homonymes, voir Messiaen (homonymie).
Alain Messiaen, né le 10 août 1912 à Grenoble et mort le 10 mai 1990 à Crosne, est un poète français.

## Biographie

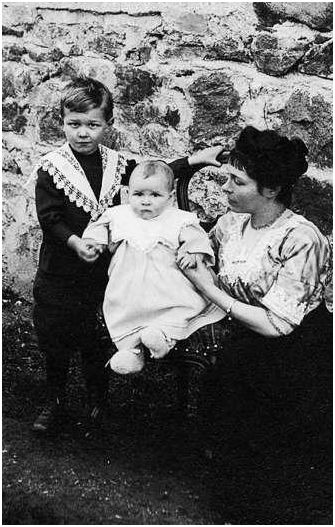
Cécile Sauvage et ses deux enfants, Olivier et Alain.

Fils de Pierre Messiaen et de la poetesse Cécile Sauvage, il est le frère du compositeur Olivier Messiaen. 
Alain Messiaen est l'auteur d'échanges épistolaires avec Max Jacob et avec André Cœuroy, ainsi que d'une riche œuvre poétique et littéraire, notamment Les rues s'allongent comme des plantes (1935), L'âme dévorée (1936), Marche de nuit, poèmes de guerre et de captivité (1942), Bestiaire mystique (1948), Deux Chants œcuméniques (1951). Il a rassemblé, dans Sous le soleil de mon désir (1953), l'essentiel de son œuvre 1940-1950 et donne ensuite - en 1954 et en 1965 - des interprétations poétiques d'œuvres musicales de sa prédilection (Histoire de la musique). Son inspiration, profondément religieuse, âpre et tourmentée, le rapproche à la fois de Baudelaire et de Villon, de Max Jacob, dont il fut l'ami, et de Léon Bloy. Il est employé de bureau.

## Publications
- Bestiaire mystique, Preuilly-sur-Claise, Ed. L'Oiseau de Feu, 1948.
- Poésie de cinéma, Paris, Massy, Presses littéraires de France, 1949.
- Le zodiaque de Vénus : poèmes, Paris, Debresse, 1960.
- Le Cortège d'Euterpe, Paris, Debresse, 1961.
- La couronne d'Annette, Ixelles, Bruxelles, Éditions du CELF, 1962.
- L'Eros astral Collection les Feuillets manuscrits, Ed. L'Oiseau de Feu, 1966.
- Le paraclet sonore, 4ème et 5ème séries du Cortège d'Euterpe, Paris, Debresse, 1967.
- États d'âme du paysage musical, Rodez, Éditions Subervie, 1969.
- Les musiciens poignardés, Rodez, Éditions Subervie, 1969.
- Du piccolo au tambour militaire, Éditions Subervie, 1970.
- Chants œcuméniques, Rodez, Éditions Subervie, 1972.
- Audition de l'invisible, Rodez, Éditions Subervie, 1973.
- Le Miroir de l'écran : Impressions de cinéma, 1959-1969, version définitive, Uzès, Mas des Poiriers, 1973.
- Synthèse et antithèse du grand-orgue, Paris, Éditions CORED, 1975.
- Musique intime, musique ultime, Paris, Alain Messiaen, 1976.
- La madone des symphonies, Éditions Subervie, 1977.
- Splendeurs et misères du concerto, Paris, Alain Messiaen, 1978.
- Splendeurs et misères du concerto : cortège d'Euterpe, 16ème série, Rodez, Subervie, 1978.
- La lune, le soleil et les étoiles, suivi de Le diamant de la connaissance, Rodez, Éditions Subervie, 1981.
- De Vénus à la Sainte Vierge : cortège d'Euterpe, XIXème série, Paris, les Éditions du XXIe siècle, 1982.